# Gård
För andra betydelser, se Gård (olika betydelser).

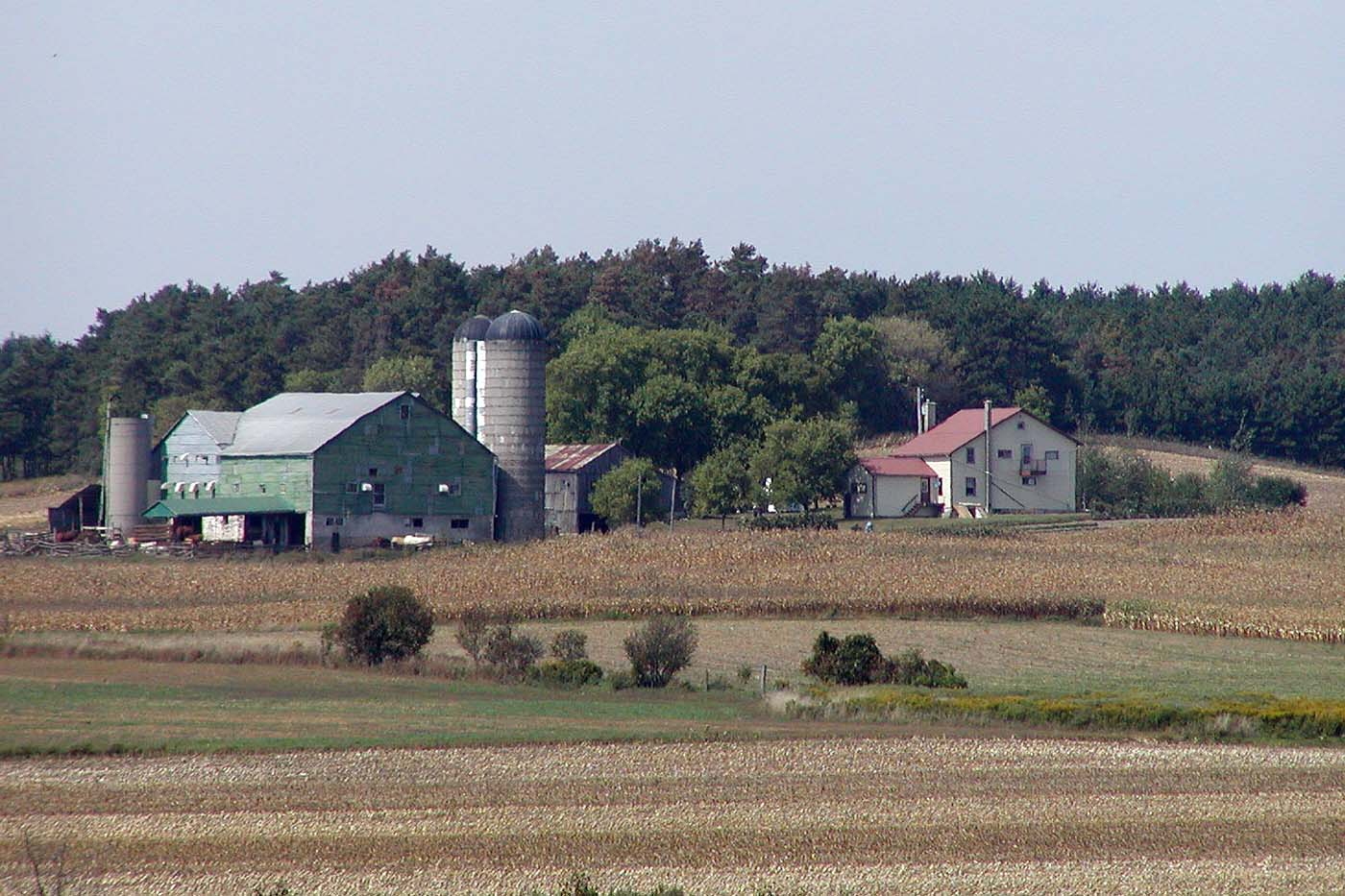
Bondgård i Ontario, Kanada, september 2002.

Med gård, lantgård eller bondgård avses vanligen en samling byggnader som utgör mittpunkten för en jordbruksenhet (särskilt i sydsvenskt språkbruk) och som bebos av en familj. Gårdens invånare kan även ägna sig åt andra näringar än jordbruk, som till exempel skogsbruk eller fiske.

## Svenska förhållanden

### Gården idag

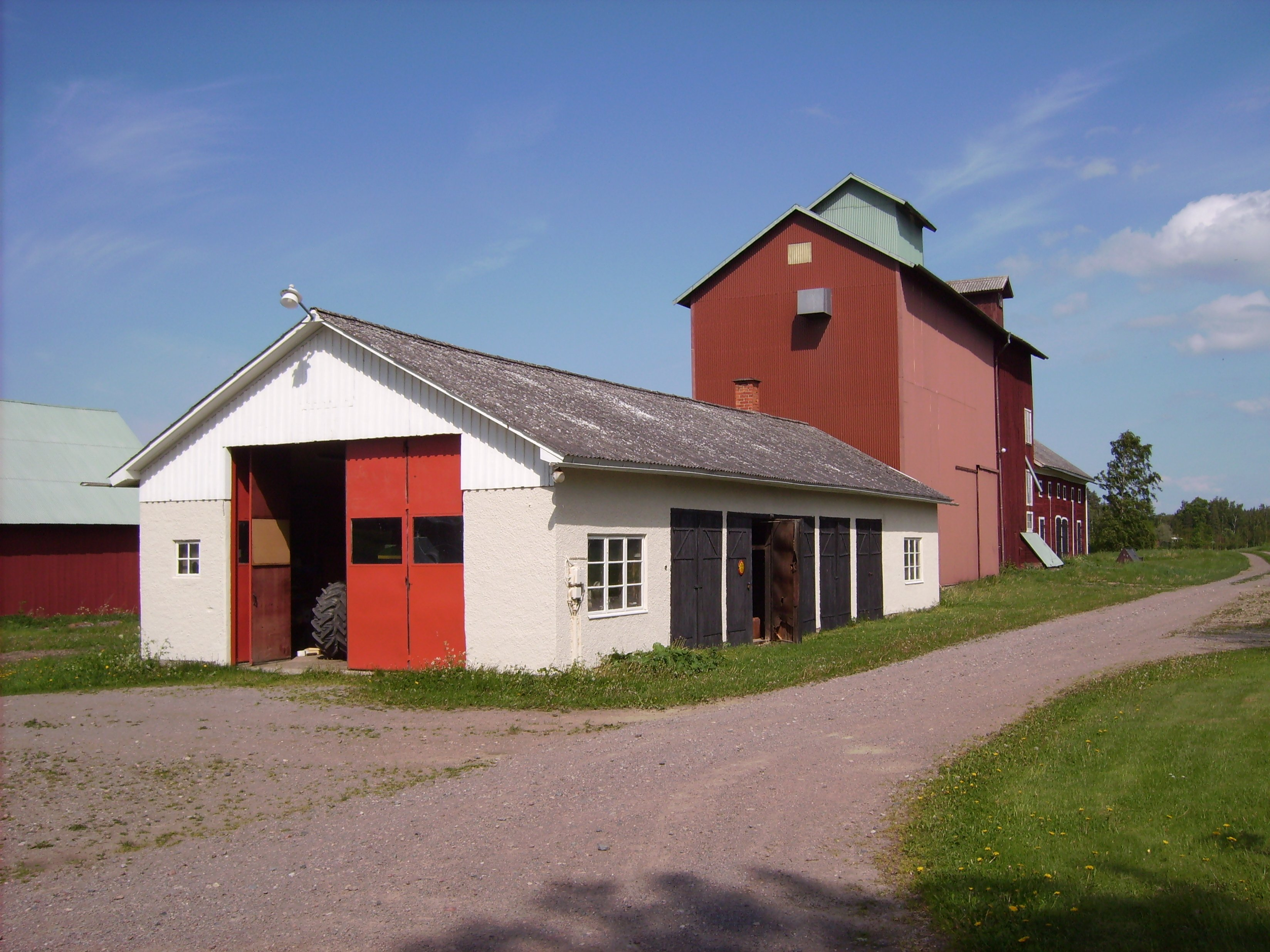
Ekonomibyggnader på Linghems gård i maj 2007.

De svenska gårdarna var som mest utvecklade under sent 1800-tal, och de flesta gårdar i dagens (2007) svenska landskap bär tydliga arv från den tiden. Gårdens mittpunkt är boningshuset där den jordbrukande familjen bor. Det kan finnas flera hus som bebos av människor, till exempel äldre släktingar till den jordbrukande familjen (generationsboende), anställda på gården eller betalande hyresgäster. Övrig bebyggelse varierar kraftigt. Ofta finns en ladugård och/eller ett stall för gårdens djur, en trösklada, där hö, halm och foder förvaras, och olika uthus. Innan vattentoaletter installerades fanns också ett utedass på gården, ibland inrymt i en del av ladugården. De byggnader på gården som inte bebos av människor utan används i gårdens näringsverksamhet kallas gemensamt för ekonomibyggnader. Idag finns det ungefär 70 000 olika lantbruk.

### Gården i historien

#### Stenålder
När människorna under stenåldern blev bofasta uppstod gården som begrepp. Med gården som fast punkt i tillvaron kunde människan hålla boskap, bruka jorden och lagra överskottet i skydd för väder och vind, djur och andra människor.

#### Järnålder och vikingatid
Under vikingatiden var gården mycket viktig. De enskilda husen stod på grund av byggnadstekniken jämförelsevis ganska kort tid, men nya hus uppfördes ofta på samma gårdstun. I Danmark och södra Norge och Sverige låg gårdarna samlade i små byar eller bygder med odlade marker runt omkring. I Sædding i Danmark har man vid utgrävningar hittat omkring hundra stora hus och ungefär lika många mindre byggnader som stod runt ett orört område, troligtvis en allmänning. 
Gårdens huvudsakliga boningshus var långhuset, i vilket man ibland även tog in husdjuren. Ibland byggdes det till med sidobyggnader eller särskilda rum som kök och gästrum. På gårdstunet låg ofta mindre byggnader som smedja, visthus och mindre bostadshus. Gårdstunet hägnades ofta in, dels för att hålla det fritt från lösa djur, dels för att enklare kunna försvara gården i orostider. Själva ordet gård betyder "omgärdad (inhägnad) plats".

#### Medeltid

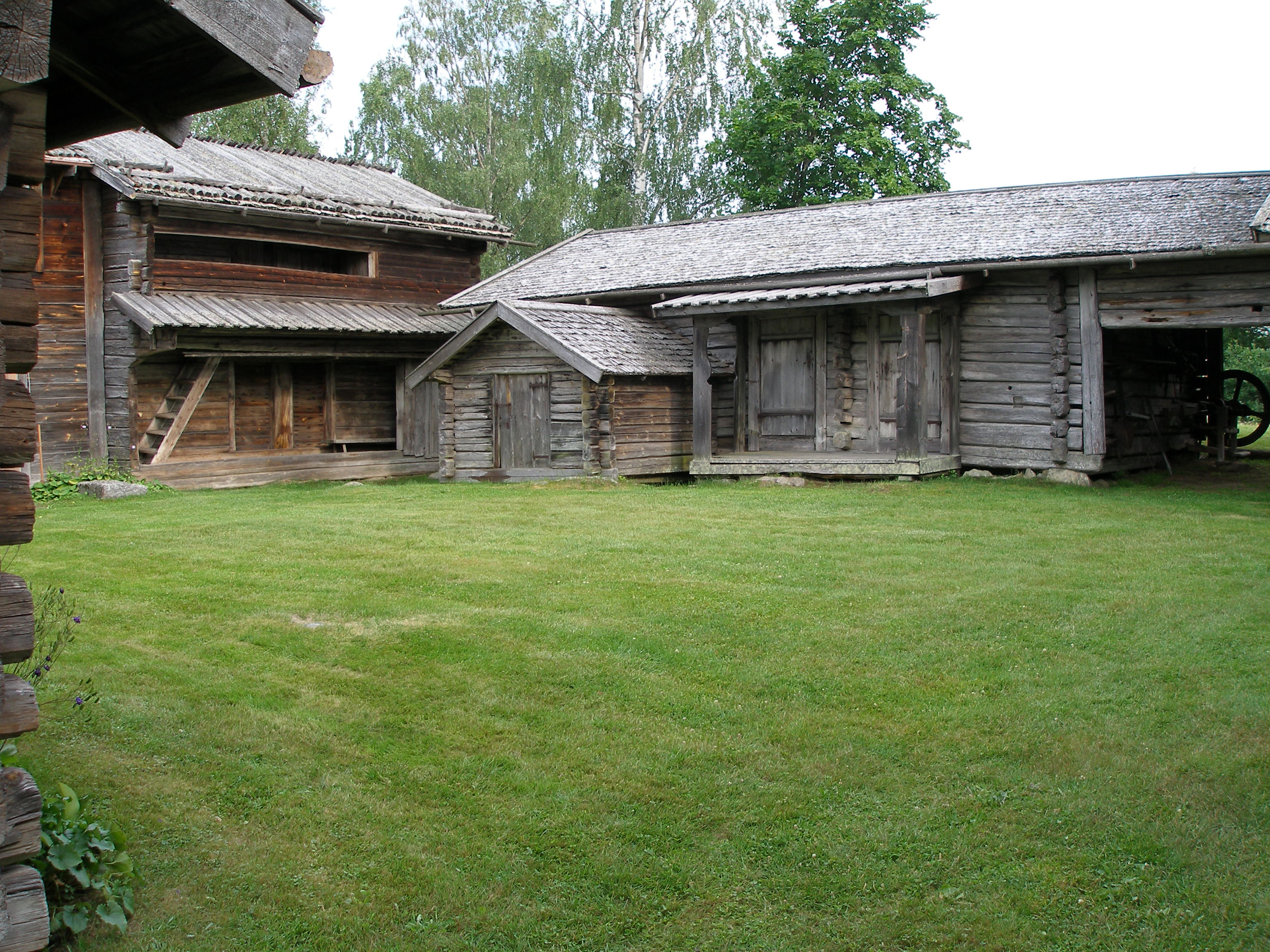
Lisskvarngården i Nås, Dalarna.

Under medeltiden samlade sig gårdsägarna i de flesta landsdelar i byar, där gårdarna låg tätt kring en huvudgata och marken utanför byn fördelades mellan byns gårdar. Då utrymmet var begränsat byggdes gårdens hus ofta ihop med varandra. Under medeltiden anlades även kungsgårdar.

#### Nyare tid

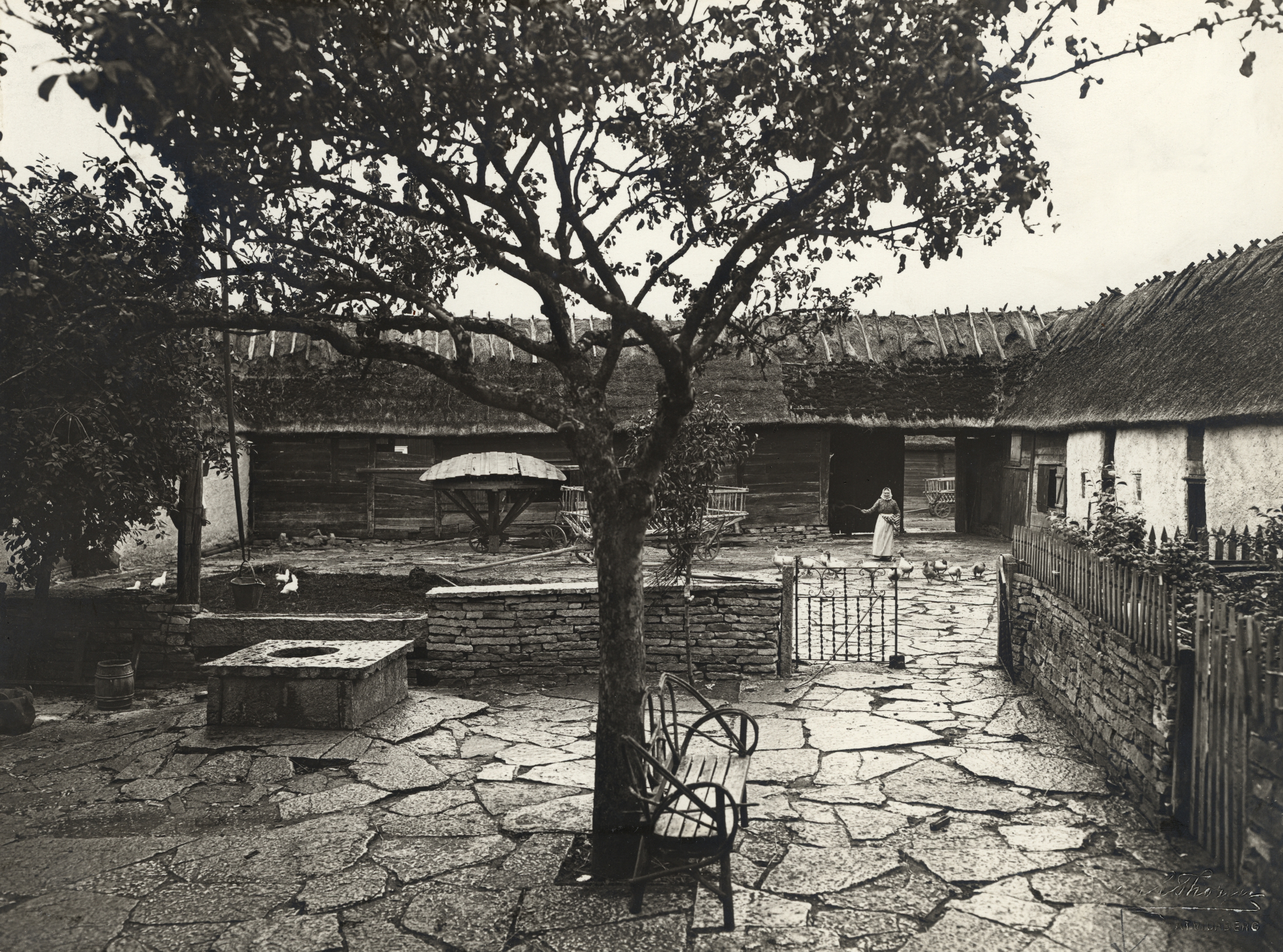
Gårdsinteriör från Triberga, Hulterstads socken, Öland 1906. Gården brann ned omkring 1925.

Erik Johansson (Vasa), far till Gustav Vasa skrev en bok om hur man skulle sköta sin gård. Dessa grundidéer användes senare av Gustav Vasa, som strävade efter att effektivisera och centralisera, inte bara några gårdar utan hela svenska riket. Gustav Vasa skrev även personliga brev till bönder om hur de praktiskt skulle gå till väga på sina gårdar.
Jordbruksreformerna på 1700- och 1800-talen, storskiftet, enskiftet och laga skiftet, innebar att byarna upplöstes och gårdarna flyttades ut från den medeltida huvudgatan. I vissa byar genomfördes dock inte skiftena till fullo. Skiftena innebar att den enskilda gården inte längre var begränsad av sitt utrymme vid bygatan, och nya byggnader för olika funktioner tillkom. En bevarad gårdsmiljö från denna tid är Gudmundstjärn i Medelpad.

#### Modern tid
Under 1900-talet minskade jordbrukets betydelse samtidigt som mekaniseringen ökade. Många byggnadstyper som tidigare förekommit på gården blev omoderna och revs eller lämnades att förfalla.

### Namngivning av gårdar
Vilket namn som ges en gård avspeglar ofta gårdens geografiska läge, dess skattskyldighet, ägarens/nybyggarens namn eller yrke med mera. Olika delar av Sverige har varierande sedvänjor för namngivning. Då många byar uppkallades efter gårdar är namngivningen av gårdar nära förknippad med ortnamnsefterled.

#### Västergötland
I Västergötlands gamla byar finns det gårdsnamn som ständigt återkommer. Detta har antingen historiska eller personliga skäl. Skattegårdarna betalade skatt till staten. Frälsegårdarna var befriade från detta, de försörjde präst och kyrka i stället. Stommen är ofta en mycket gammal gård nära kyrkan. Knektagårdar och soldattorp har funnits i nästan alla byars utkanter i Västergötland. De största och rikaste gårdarna blev de runt kyrkan. Vid arvskiften delades de upp så att det efterhand fanns 3-4  små gårdar med samma namn på rad, men med dålig ekonomi. Andra vanliga namn är Kartagården, Prästgården, Kvarnen och Torsgården. Heden, Åsen, samt Lund är ofta del av ett längre namn. Varför gårdar fått namnet Nybygget eller Ödegärdet går att förstå. Intaka var en utmark som dragits in till byn.
En bit ut ligger ofta en senare generations gårdar på sämre mark. De kan ha rätt personliga namn som Tokatorp, Putsen, Änet, Rydet och så vidare. Gårdsnamn en bit ut från byn kunde vara Spånbacken, Lunnagården, Kröseryd, Malmeslätt, Torten och Hästhagen. Det kunde ske namnförskjutningar från Ljusebacken till Lussebacken etcetera.
Gårdsnamnet fungerade under den tid som släktnamn inte var vanliga, ofta som ett sätt att specificera vilken person som åsyftades, till exempel "Per på Stommen".

## Typer av gårdar
- Torp
- Utgård (byggnad)
- Gods
- Fäbod
- Farm
- Ranch
- Estancia
- Hacienda
- Kibbutz
- Kolchos
- Sovchos